# Salida (Califórnia)
Salida é uma Região censo-designada localizada no estado americano da Califórnia, no Condado de Stanislaus.

## Demografia
Segundo o censo americano de 2000, a sua população era de 12.560 habitantes.

## Geografia
De acordo com o United States Census Bureau tem uma área de 13,6 km², dos quais 13,0 km² cobertos por terra e 0,6 km² cobertos por água. Salida localiza-se a aproximadamente 33 m acima do nível do mar.

## Localidades na vizinhança
O diagrama seguinte representa as localidades num raio de 16 km ao redor de Salida.